# Nikodem (Baranowski)
Nikodem, nazwisko świeckie Nikołaj Nikołajewicz Baranowski (ur. 15 maja 1975 w Hoszowie) – biskup Ukraińskiego Kościoła Prawosławnego Patriarchatu Moskiewskiego.

## Życiorys
Urodził się na Żytomierszczyźnie, w rodzinie robotniczej. Jest absolwentem seminarium duchownego i Akademii Duchownej w Kijowie (dyplom w 2000). Od 1997 jest wykładowcą liturgiki w tychże szkołach. 11 kwietnia 2000 złożył wieczyste śluby zakonne przed prorektorem Akademii, archimandrytą Mitrofanem, przyjmując imię Nikodem. 15 kwietnia tego samego roku biskup wyszhorodzki Paweł wyświęcił go na diakona, zaś 27 kwietnia hierodiakon Nikodem przyjął z rąk metropolity kijowskiego i całej Ukrainy Włodzimierza święcenia kapłańskie. W 2001 otrzymał godność igumena, zaś rok później – archimandryty. Od 2007 do 2010 był proboszczem parafii przy soborze Przemienienia Pańskiego w Białej Cerkwi.
23 grudnia 2010 Święty Synod Ukraińskiego Kościoła Prawosławnego nominował go na biskupa pomocniczego eparchii białocerkiewskiej z tytułem biskupa rokitniańskiego. 25 grudnia tego samego roku miała miejsce jego chirotonia biskupa, którą w cerkwi refektarzowej ławry Peczerskiej przeprowadzili metropolita kijowski i całej Ukrainy Włodzimierz, metropolita owrucki i korosteński Wissarion, arcybiskupi białocerkiewski i bogusławski Mitrofan, sarneński i poleski Anatol, wyszhorodzki Paweł, boryspolski Antoni, perejasławsko-chmielnicki Aleksander oraz biskupi humański i dźwinogrodzki Pantelejmon, szepetowski i sławucki Włodzimierz, nieżyński i pryłucki Ireneusz, makarowski Hilary, nowokachowski i heniczeski Joazaf oraz wasylkowski Pantelejmon.
W lipcu 2012 przeniesiony do eparchii ługańskiej w charakterze jej biskupa pomocniczego z tytułem biskupa rowenkowskiego. 1 stycznia 2013 Święty Synod Ukraińskiego Kościoła Prawosławnego wyznaczył go na ordynariusza eparchii siewierodonieckiej.
17 sierpnia 2015 r. podniesiony do godności arcybiskupa, a 4 lata później otrzymał godność metropolity.